# Negativa derrubando
 (mai 2023).
Si vous disposez d'ouvrages ou d'articles de référence ou si vous connaissez des sites web de qualité traitant du thème abordé ici, merci de compléter l'article en donnant les références utiles à sa vérifiabilité et en les liant à la section « Notes et références ».

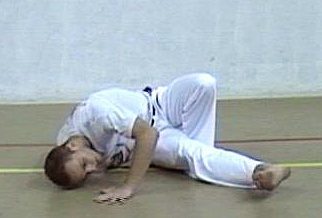
Negativa da regional.

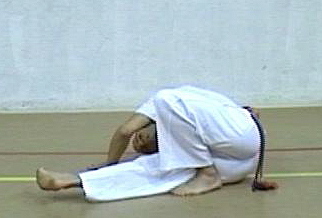
Negativa de Bimba.

La Negativa derrubando (litt. "défense renversante", en portugais), est une technique défensive de capoeira créée par Mestre Bimba qui consiste à se laisser tomber sous le coup de pied de l'adversaire pour frapper sa jambe d'appui avec la plante du pied. La position est la même que la negativa da regional, mais l'intention est différente.